# 귀여운 여인 (1990년 영화)
《귀여운 여인》(영어: Pretty Woman)은 1990년에 개봉한 미국의 로맨틱 코미디 영화이다. J. F. 로턴의 각본을 바탕으로 게리 마셜 감독이 연출했고, 리처드 기어, 줄리아 로버츠가 주연을 맡았다. 할리우드를 배경으로 가난한 매춘부 여성 비비언과 잘나가는 기업가 에드워드의 사랑을 다룬다.

## 줄거리
할리우드 대로 홍등가 콜걸 비비언 워드는 우연히 고급 파티를 마치고 길을 헤매던 기업 사냥꾼 에드워드 루이스를 만나게 된다. 에드워드는 충동적으로 비비언을 하룻밤 동안 고용하고, 이후 그녀의 매력에 이끌려 일주일 동안 사업 관련 행사에 동행해줄 것을 제안한다. 비비언은 계약금 3천 달러를 받고 에드워드의 제안을 수락하며, 이 과정에서 고급 옷을 사 입고 식사 예절을 배우는 등 변신을 경험한다.
에드워드는 비비언을 통해 삶과 사업에 대한 새로운 시각을 얻게 된다. 한 회사의 인수를 추진하던 에드워드는 비비언의 조언과 영향을 받아 회사를 해체하는 대신 살리는 방향으로 사업 전략을 수정한다. 한편 비비언은 에드워드와의 관계가 깊어지면서 그의 진심을 알게 되고, 단순한 계약 관계를 넘어 사랑을 느끼게 된다.
일주일 계약이 끝나갈 무렵 에드워드는 비비언에게 생활비와 콘도를 제공하며 곁에 머물러달라고 제안하지만, 비비언은 자신을 매춘부 취급하는 에드워드의 태도에 실망하고 거절한다. 비비언이 떠나자 에드워드는 자신의 삶을 다시 한번 되돌아보게 되고, 그녀를 찾아가 진심을 전한다. 결국 에드워드는 비비언이 꿈꿔왔던 동화 속 기사처럼 그녀를 '구출'하고, 두 사람은 사랑을 확인하며 해피엔딩을 맞는다.

## 출연
- 리처드 기어 - 에드워드 루이스 역
- 줄리아 로버츠 - 비비언 워드 역
- 랠프 벨러미 - 제임스 "짐" 모스 역
- 제이슨 알렉산더 - 필립 스터키 역
- 헥터 엘리존도 - 버나드 "바니" 톰프슨 역
- 로라 샌저코모 - 킷 더루카 역
- 앨릭스 하이드화이트 - 데이비드 모스 역
- 에이미 얘즈벡 - 엘리자베스 스터키 역
- 엘리너 도너휴 - 브리짓 역
- 존 데이비드 카슨 - 마크 로스 역
- 주디스 볼드윈 - 수전 역
- 제임스 패트릭 스튜어트 - 데니스 롤런드 역
- 데이 영 - 거만한 옷가게 판매원 역
- 래리 밀러 - 홀리스터 씨 역
- 행크 어제리아 - 형사 역
- 래리 행킨 - 집주인 역

## 우리말 녹음
| KBS 성우진 (1994년 10월 2일) - 이정구 - 에드워드(리처드 기어) - 유남희 - 비비언(줄리아 로버츠) - 안경진 - 킷(로라 샌저코모) - 임종국 - 모스(랠프 벨러미) - 김현직 - 지배인(헥터 엘리존도) - 유해무 - 필립(제이슨 알렉산더) - 최문자 - 에드워드의 아내(전화 음성) / 브리짓(엘리너 도너휴) - 윤병화 - 홀리스터(래리 밀러) - 안종익 - 운전 기사(R. 대럴 헌터) / 술집 주인 / 회사 직원 - 강구한 - 집주인(래리 행킨) / 초대 손님 - 김혜미 - 도시 여자(줄리 패리스) - 홍시호 - 데이비드(앨릭스 하이드화이트) - 문관일 - 흑인(압둘 살람 엘 라자크) / 회사 직원(대니얼 바들) / 호텔 직원 - 김승준 - 호텔 직원(패트릭 리치우드) / 클럽 남자(윌리엄 갤로) - 김은아 - 호텔 직원(로럴 브룩스) | SBS 성우진 (2005년 7월 10일) - 신성호 - 에드워드(리처드 기어) - 강희선 - 비비언(줄리아 로버츠) - 김옥경 - 킷(로라 샌저코모) - 이종혁 - 필립(제이슨 알렉산더) - 이근욱 - 모스(랠프 벨러미) - 김영진 - 지배인(헥터 엘리존도) - 김창주 - 이재정 - 홍승섭 - 김순영 - 오인성 - 장경희 - 윤여진 - 윤세웅 |  |